# Heinrich Frey (Mediziner)

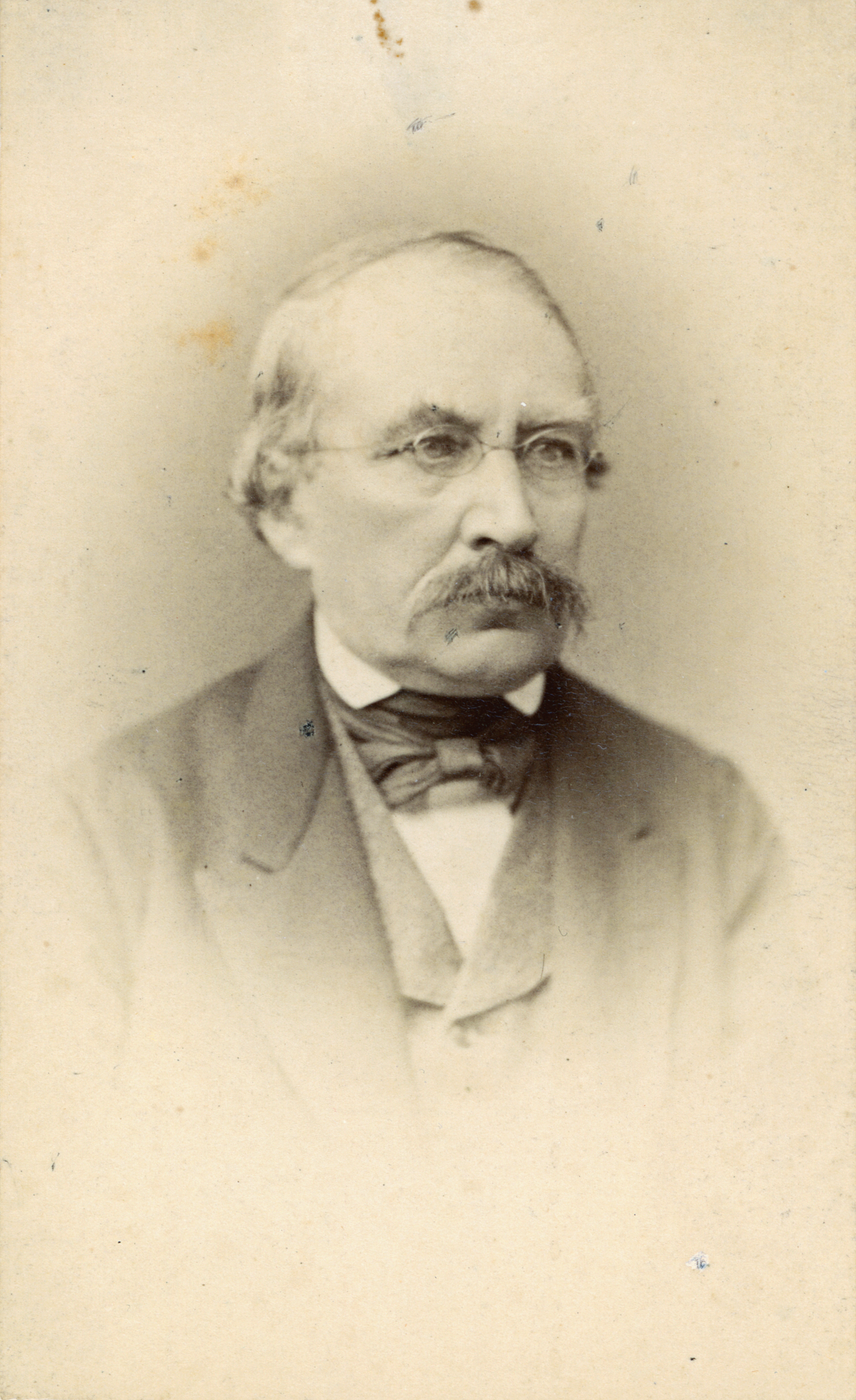
Heinrich Frey

Johann Friedrich Heinrich Konrad Frey (* 15. Juni 1822 in Frankfurt am Main; † 17. Januar 1890 in Oberstrass, heute Zürich) war ein Schweizer Arzt, Anatom und Zoologe.

## Leben
Heinrich Frey studierte von 1840 bis 1845 in Wien, Bonn, Berlin und Göttingen Medizin, wurde an letzterer Universität Assistent des physiologischen Instituts und 1848 Professor der Histologie und vergleichenden Anatomie in Zürich, wo er auch die Professur der Zoologie an der Polytechnischen Schule übernahm. In einem 1859 erstmals erschienenen Lehrbuch verband er die Histologie mit der Histochemie. Frey gilt als einer der ersten Mikrolepidopterologen Deutschlands.

## Schriften (Auswahl)
- Lehrbuch der Zootomie (Anatomie der Tiere) von Rudolf Wagner den 2. Band, welcher die wirbellosen Tiere behandelt (mit Rudolf Leuckart, Leipzig 1847);
- Beiträge zur Kenntnis wirbelloser Tiere (mit Leuckart, Braunschweig 1847);
- Histologie und Histochemie des Menschen (Leipzig 1859, 5. Auflage 1875);
- Das Mikroskop und die mikroskopische Technik (8. Auflage, Leipzig 1886);
- Grundzüge der Histologie (3. Auflage, Leipzig 1885);
- Die Tineen und Pterophoren der Schweiz (Zürich 1856);
- Die Lepidopteren der Schweiz (Leipzig 1880)

Zahlreiche entomologische Arbeiten veröffentlichte er in der Linnaea entomologica und in Verbindung mit Stainton in London, ferner in der Zeitschrift der Schweizerischen Entomologischen Gesellschaft, deren Präsident er wiederholt war.